# Osmaniye (provins)

Karta över Turkiet med Osmaniye markerat.

Osmaniye är en provins i Turkiet med totalt 458 782 invånare (2000) och en areal på 3189 km². Provinshuvudstad är Osmaniye.